# Jerry Mateparae
Jeremiah Mateparae, född 14 november 1954, är en nyzeeländsk pensionerad yrkesofficer (generallöjtnant) i Nya Zeelands armé som mellan 2011 och 2017 var Nya Zeelands generalguvernör, drottningens representant i landet. Mateparae är den andre generalguvernören som tillhör Nya Zeelands ursprungsbefolkning, Maorifolket.
Mateparae började som menig i armén 1972 och arbetade sig upp den långa vägen till befattningen som försvarschef, vilket han var mellan 2006 och 2011. Han har tjänstgjort i infanteriregementet, Nya Zeelands Special Air Service, United Nations Truce Supervision Organization och var befälhavare för Nya Zeelands FN-styrkor i Östtimor 1999-2001.
Sedan 2017 är han Nya Zeelands ambassadör (High Commissioner) i Storbritannien.